# Jeltzale
Jeltzale o també Jelkide és una paraula en llengua basca utilitzada per a referir-se als simpatitzants, membres i dirigents del Partit Nacionalista Basc (EAJ-PNV), el nom del qual en èuscar és Eusko Alderdi Jeltzalea, d'aquí que les sigles oficials amb què es coneix l'organització siguin EAJ-PNV. L'expressió té el seu origen en "Jaungoikoa Eta Lagi Zarrak", el lema de partit que proposà Sabino Arana quan fundà el PNB l'any 1895.
"Jeltzale" és un neologisme compost per l'acrònim JEL, que significa "Déu i les Velles Lleis" (Jaungoikoa Eta Lagi Zarrak, que en èuscar normatiu actual és "Jaungoikoa Eta Lege Zaharrak") i el sufix -(t)zale, que significa "el que és amic, partidari o aficionat a quelcom". Així doncs, en un sentit literal es podria traduir jeltzale com a "conservador", o bé "tradicionalista". Si bé la traducció d'"Alderdi" i "Eusko" sí que es correspon amb els mots catalans "Partit" i "Basc" respectivament, no succeeix el mateix amb "Jeltzale(a)", que es tradueix de forma imprecisa com a "Nacionalista" quan, en basc, el mot que més s'acostaria a aquest significat seria abertzale.
La presència de Déu en el lema mostra la vocació confessional d'aquest grup polític, que ha evolucionat des de l'integrisme cristià del seu fundador a posicions pròximes a la democràcia cristiana europea. Les Lleis Velles a què fa referència el lema són els furs, sistema tradicional que regia les relacions entre els territoris forals bascos i la Corona.